# 3077 Henderson
3077 Henderson è un asteroide della fascia principale. Scoperto nel 1982, presenta un'orbita caratterizzata da un semiasse maggiore pari a 2,2406796 UA e da un'eccentricità di 0,0557327, inclinata di 1,47404° rispetto all'eclittica.
L'asteroide è dedicato all'astronomo scozzese Thomas James Henderson.